# Leucosticte brandti
El pinzón montano de Brandt (Leucosicte brandti) es una especie de ave paseriforme de la familia Fringillidae propia de las montañas del interior de Asia.

## Distribución
Se extiende por las montañas del este de Asia Central y el oeste de Mongolia, además de la meseta tibetana, distribuido por Afganistán, Bután, China, norte de la India, Kazajistán, Mongolia, Nepal, Pakistán, el sur de Rusia, Tayikistán y Turkmenistán.
Su hábitat natural son las praderas rocosas entre los 4000 y 6000 m s. n. m.